# Timo Kastening
Timo Kastening (Stadthagen, 25 de junio de 1995) es un jugador de balonmano alemán que juega de extremo derecho en el MT Melsungen de la Bundesliga. Es internacional con la selección de balonmano de Alemania.
Su primer gran campeonato con la selección fue el Campeonato Europeo de Balonmano Masculino de 2020.

## Clubes
| Club                  | País     | Año         |
| --------------------- | -------- | ----------- |
| TSV Hannover-Burgdorf | Alemania | 2013 - 2020 |
| MT Melsungen          | Alemania | 2020 - Act. |